# Parafia Świętych Apostołów Piotra i Pawła w Bydgoszczy
Parafia pw. Świętych Apostołów Piotra i Pawła w Bydgoszczy – rzymskokatolicka parafia w Bydgoszczy, erygowana w 1946 roku. Należy do dekanatu Bydgoszcz II.